# Jorge Larrosa Bondia
Jorge Larrosa Bondia   (Vall-de-roures, 1958) és un pedagog i professor jubilat de filosofia de l'educació a la Universitat de Barcelona. Les seves obres aborden temes com ara la formació, la relació entre experiència, llenguatge i subjectivitat, així com la materialitat dels dispositius artístics, culturals i educatius.
Va realitzar estudis postdoctorals a l'Institut d'Educació de la Universitat de Londres i al Centre Michel Foucault de la Universitat Sorbona a París.
Les seves aportacions al camp de la pedagogia i l'educació aborden els fonaments de l'escola i l'ofici docent, on posa èmfasi en la importància de la formació i la necessitat de temps de tranquil·litat a les escoles que permeti la reflexió i la discussió sobre els aspectes polítics per a la seva renovació. Per a Larrosa l'ofici de professor no té a veure amb competències tècniques didàctiques o amb resultats sinó amb un ethos, una manera de ser i d'actuar, una manera de viure.
L'ofici de professor té a veure amb l'amor. Amb l'amor al món i amb l'amor a la infància, entenent aquesta última com a novetat (al món) i com a capacitat de començar. Té a veure amb la manera com nosaltres, que habitem el món, rebem els nous, els que venen al món per naixement, els qui (precisament per la seva condició de natals) tenen tant la capacitat de començar alguna cosa nova com la capacitat de renovar el que és vell.